# خون خردمندانه
خون خردمندانه (به انگلیسی: Wise Blood) اولین رمان نویسنده آمریکایی فلانری اوکانر است که در سال ۱۹۵۲ به چاپ رسید. این رمان از داستانهای متفاوتی که برای اولین بار در مجله‌های مادموزل، سوینی ریویو و پارتیزن ریویو منتشر شده جمع‌آوری شده‌است. فصل اول نسخه طولانی از پایان‌نامه کارشناسی ارشد او است، «قطار»، و سایر فصل‌ها نسخه‌های مجدد «پوست کن»، «قلب پارک» و «انوخ و گوریل» است. این رمان دربارهٔ یک جانباز در حال بازگشت به جنگ جهانی دوم است، و به دنبال یک بحران مادام العمر اعتقادی، پس از پیدا کردن خانواده خود در خانه ای متروکه بدون هیچ نشانی، تصمیم به تشکیل یک مرکز ضد دینی در یک شهر عجیب و افسانه ای جنوبی می‌گیرد.
این رمان در ابتدای چاپ خیلی مورد توجه منتقدان قرار نگرفت اما از آن زمان به بعد به عنوان یک اثر کلاسیک «کمدی کم و جدیت بالا» با مضامین آزار دهنده مذهبی مورد تقدیر قرار گرفت. این کتاب در فهرست ۱۰۰ رمان برتر گاردین در جایگاه ۶۲ قرار گرفته‌است.

## خلاصه موضوع
هازل موتس که به تازگی از خدمت در جنگ جهانی دوم مرخص شده و با حقوق بازنشستگی دولت برای جراحات نامشخص در جنگ زنده مانده‌است، به خانه خانوادگی خود در تنسی برمی گردد و آن را رها شده می‌بیند. موتس با دیدن یادداشتی که ادعای چیفوروب را به عنوان مالک خصوصی دربرداشت، سوار قطار تولکینهام شد. موتس، نوه یک مبلغ سفر، با تردیدهایی در مورد نجات و نخستین گناه انسان رشد کرد و دست به گریبان بود. موتس به دنبال تجربیات خود در جنگ، تبدیل به انسانی بی‌دین شده و قصد دارد انجیلی ضد دین را منتشر کند. او جدا از بیزاری از همه تله‌های مسیحیت، دائماً به مسائل عرفانی می‌اندیشد و خود را مجبور به خرید کلاه و کت و شلواری می‌کند که باعث می‌شود دیگران او را به عنوان پیشوا اشتباه بگیرند.
در تولکینهام، موتس ابتدا در یک سرویس آدرس پیدا می‌کند و به دنبال لورا واتس، یک روسپی می‌رود. او وارد خانه اش می‌شود، روی تخت او می‌نشیند و دستش را روی کفش او می‌گذارد بدون اینکه ابتدا با او صحبت کند. او با انوخ امری یک نگهبان باغ وحش ۱۸ ساله بد دهان، مجنون دوست می‌شود که مجبور به آمدن به شهر پس از بدرفتاری پدرش شده‌است. امری، موتس را با مفهوم «خون خرد» آشنا می‌کند، ایده ای که دارای دانش ذاتی و دنیوی در مورد اینکه در زندگی چه جهتی را باید دنبال کرد، است و نیازی به هدایت معنوی و احساسی ندارد.
امری و موتس، باهمدیگر، شاهد یک واعظ نابینا و دختر نوجوانش بودند که نمایش خیابانی یک فروشنده پوست کن سیب زمینی را خراب کردند، تا برای تشکیلات خود تبلیغ کنند. زاهد خود را آسا هاوکس و دخترش را سبت لیلی هاوکس معرفی می‌کند. موتس به این دو نفر علاقه‌مند می‌شود، که هاوکس دلیل آن را میل سرکوب شده برای نجات مذهبی می‌داند. موتس با عصبانیت، شروع به فریاد کفر رو به جمعیت می‌کند و اعلام می‌کند که وی تشکیلات خیابانی وتبلیغات ضد دینی خود را پیدا خواهد کرد. اعلامیه‌های موتس برای همه به غیر از امری که شیفته این ایده می‌شود، گم می‌شود.
پس از آنکه لئورا برای تفریح خود کلاه خود را از بین برد، موتس به خانه پانسیونی که آسا و سبت لیلی در آن زندگی می‌کنند نقل مکان می‌کند. موتس با سبت لیلی ۱۵ساله آشنا می‌شود و با او وقت می‌گذراند. سبت لیلی یه تکه روزنامه به موتس می‌دهد که در آن برطبق گزارشی آسا اعلام کرده‌است که برای دوری از امور دنیوی خود را با آهک کور خواهد کرد. موتس که در ابتدا قصد فریب سبت لیلی را داشت تا اخلاص معنوی او را ازبین ببرد، متوجه می‌شود که لیلی در واقع به او علاقه‌مند است.
.
موتس که حالا نسبت به او و کل تشکیلات پدرش شک دارد، یک شب به اتاق هاوکس می‌رود و او را بدون عینک آفتابی، با چشمانی کاملاً سالم می‌بیند :هاوکس هنگامی که قصد داشت خود را نابینا کند، دچار تزلزل شده بود زیرا ایمان او به اندازه کافی قوی نبود، و در نهایت وزارتخانه را ترک می‌کند تا یک هنرمند متخصص شود. تا راز او بر ملا شد، آسا از شهر فرار کرد و سبت لیلی را ترک کرد تا برای خودش زندگی کند. این نوجوان ۱۵ ساله نزد موتس نقل مکان می‌کند و او با خرید اتومبیل فرسوده‌ای که به عنوان منبر سیار استفاده می‌شود، با تعصب بیشتری وزارت خود را دنبال می‌کند.
در همین حال، امری، با اعتقاد به اینکه کلیسای موتس نیازمند یک پیشوای دنیایی است، به موزه ای متصل به باغ وحشی که محل کار اوست سر می‌زند و یک کوتوله مومیایی را می‌دزدد و در زیر سینک نگهداری می‌کند و در نهایت آن را به سبت لیلی نشان می‌دهد تا از طرف او به موتس بدهد. هنگامی که موتس سبت لیلی را می‌بیند که به تقلید از مدونا و کودک آن را به‌طور مسخره ای در آغوش گرفته، موتس با تنفر و خشونت نسبت به تصویر مواجه می‌شود و مومیایی را از بین می‌برد و بقایای آن را از پنجره به بیرون پرتاب می‌کند.
با الهام از تشکیلات نوپای خیابانی موتس، هوور شواتس نام خود را به آنی جی مقدس تغییر می‌دهد و تشکیلات خود را با عنوان «کلیسای مقدس مسیح بدون مسیح» تشکیل می‌دهد، او افراد محروم را با کمک نقدی یک دلاری تشویق به پیوستن به آنها می‌کند. این چرند بودن عابران را سرگرم می‌کند و آنها مانند یک شوخی شروع به پیوستن می‌کنند. این موضوع موتس را خشمگین می‌کند، که می‌خواهد به‌طور قانونی و آزادانه پیام ضد دین خود را منتشر کند. علی‌رغم اعتراضات موتس، آنی جی مقدس برای ارتقا تشکیلات خود اقدام دیگری می‌کند، و یک مرد الکلی بی خانمان را استخدام می‌کند تا مانند موتس لباس بپوشد و مانند پیشوای او عمل کند.
در طی یک باران شدید، امری به یک چادر تئاتر پناه می‌برد و متوجه می‌شود که یک گوریل را برای تبلیغ فیلمی با عنوان جنگل جدید به تئاتر می‌آورند. امری هیجان زده برای دست تکان دادن با گوریل در صف می‌ایستد، اما با کمال تعجب متوجه می‌شود که آن در واقع مردی با لباس گوریل است که بی شرمانه، به امری می‌گوید «برو به جهنم». این اتفاق باعث الهام تدریجی «خون خردمندانه» به امری می‌شود، و او به فکر برنامه ای برای آینده لباس «گوریل» می‌افتد. در آن شب، امری مرد را به تئاتر دیگری می‌برد، با دسته چتر تیز شده او را می‌زند و لباس او را می دزد. انوخ لباس را به جنگل برده، و آن جا خود را برهنه می‌کند و قبل از پوشیدن لباس گوریل لباس‌های خود را، در یک «چاله» کم عمق دفن می‌کند. او راضی از ظاهر جدید خود از جنگل خارج شده و با دیدن یک زن و شوهر به آن‌ها سلام می‌کند. امری وقتی آنها با وحشت فرار می‌کنند ناامید می‌شود و خود را تنها در صخره ای مشرف به تالکینهام می‌یابد.
موتس با بازگشت به شهر، با عصبانیت می‌بیند که مقدس از تشکیلات جدید خود ثروتمند شده‌است. یک شب در حالی که به خانه (با اتومبیلی شبیه موتس) بر می‌گردد، موتس پیشوا آنی جی مقدس را تعقیب می‌کند، که مقدس از جاده می‌گریزد. وقتی مرد از اتومبیل بیرون می‌آید، موتس با زورگویی او را تهدید می‌کند و به او دستور می‌دهد که برهنه شود. مرد انجام می‌دهد، اما موتس با خشمی ناگهانی بر او چیره می‌شود و بارها مرد را زیر می گیردو سپس از اتومبیل بیرون می‌آید تا از مردن او مطمئن شود، موتس وقتی می‌بیند که او در حال مرگ شروع به اعتراف به گناهان خود می‌کند، مبهوت می‌شود.
روز بعد، پلیسی عجیب و غریب با چشمان آبی غیرعادی ادعا می‌کند موتس را با استناد به رانندگی بدون گواهینامه به کنار جاده فرا خوانده‌است. او به موتس دستور می‌دهد تا خود را به یک صخره در اطراف برساند، و از ماشین پیاده شود، سپس با این تذکر که فرد بدون گواهینامه به ماشین احتیاج ندارد، آن را از صخره پرت می‌کند. در پی این اتفاق و مرگ دروغین پیامبر، موتس عبوس و گوشه‌گیر شود. موتس یک سطل حلبی و گونی آهک خریداری می‌کند و به خانه پانسیونی برمی گردد و سریع خود را با آهک کور می‌کند تا کار نیمه تمام هاوکس را به پایان برساند.
مدت زمان زیادی به عنوان یک زاهد در خانه پانسیونی زندگی می‌کند که در طی آن با سیم خاردارهای پیچیده شده به دور بدنش و با سنگهای تیز و سنگریزه‌های درون کفش خود شروع به راه رفتن می‌کند و با پرداخت هزینه اتاق و تخت خود، باقیمانده پول بازنشستگی نظامی خود را دور می‌اندازد. صاحبخانه، خانم فلود، با اعتقاد به اینکه موتس دیوانه شده‌است، نقشه ای را برای ازدواج با او می‌کشد، تا بازنشستگی او را دریافت کند و او را به یک تیمارستان بسپرد. خانم فلود بجای فریب موتس عاشق او می‌شود. بعد از اینکه او به موتس پیشنهاد ازدواج می‌دهد تا از او مراقبت کند، موتس در یک رعد و برق شدید سرگردان می‌شود.
موتس سه روز بعد خوابیده در یک گودال پیدا می‌شود و از قرار گرفتن در برابر عموم رنج می‌برد. موتس را یکی از پلیس‌هایی پیدا می کندکه از آن‌ها خواسته شده تا او راکه به نظر آنها یک فقیر روانی است را بازگردانند، و با عصبانیت وقتی که او را سوار اتومبیل پلیس می‌کند با باتوم به سر او حمله می‌کند و اوضاع موتس به سرعت بدتر می‌شود. موتس هنگام بازگشت به خانه پانسیونی در اتومبیل پلیس می‌میرد. وقتی موتس مرده به خانم فلود تحویل داده می‌شود، او که به اشتباه فکر می‌کند موتس هنوز زنده است، او را روی تخت خواب خود می‌گذارد و از جسد بی جان او مراقبت می‌کند و به او می‌گوید می‌تواند تا زمانی که دوست دارد به صورت رایگان با او زندگی کند و به جای خالی چشمان او نگاه می‌کند، خانم فلود تصور می‌کند که در داخل آنها نوری چشمک می‌زند.

## زمینه ادبی
خون خردمندانه به صورت چهار داستان جداگانه در سوینی ریویو، مادموزل و پارتیزن ریویو در سالهای ۱۹۴۸ و ۱۹۴۹ منتشر شد. سپس فلانری اوکانر آن را به صورت یک رمان کامل در سال ۱۹۵۲ منتشر کرد و سیگنت آن را به عنوان «رمان جستجوگر گناه و رستگاری» تبلیغ کرد.

## مضامین
اوکانر هنگام سخنرانی در مقدمه دهمین سالگرد انتشار کتاب خون خردمندانه گفت که موضوع این کتاب در مورد آزادی، اراده آزاد، مردن و زندگی کردن و اجتناب ناپذیری باور است. مضامین رستگاری، نژادپرستی، تبعیض جنسی و انزوا نیز در طول رمان جریان دارد.

## اقتباس‌ها
جان هیوستون فیلمی باا اقتباس از خون خردمندانه در سال ۱۹۷۹ ساخت و در آن برد دوریف در نقش هزل موتس و خود جان هاستون در نقش پدربزرگ کشیش بازی کردند. سبت لیلی توسط امی رایت اجرا شد. بیشتر فیلم در ماکن، جورجیا فیلمبرداری شده‌است و این یک فیلمبرداری کاملاً واقعی از رمان است.
ایجاد یک اپرا و گالری به نام خون خردمندانه ، لیبرتو (کتاب اشعار اپرا) اقتباس شده از رمان آنتونی گاتو، توسط مرکز هنری واکر و سوپ فکتوری (مینیاپولیس، مینه سوتا ایالات متحده) در ماه مه و ژوئن ۲۰۱۵ به بهره‌برداری رسید. از وب سایت سوپ فکتوری: " کریس لارسون ، هنرمند تجسمی و آنتونی گاتو، آهنگساز، به هم ملحق می‌شوند تا دنیای تاریک و طنزآمیز خون حکیمانه فلانری اوکانر را زنده کنند. این اپرای همه‌جانبه که به طرز زیبایی در
یک فضای صنعتی کارخانه ای ۱۳۰ ساله به گالری هنری تبدیل شده، مخاطب را به سفری همراه با شخصیت‌های عجیب و همیشه جذاب این داستان می‌برد، مخاطبان مستقیماً به داخل، اطراف و در سراسر قطعات نصب شده در مقیاس بزرگ، مجسمه‌ها و پروژه‌های محرک برده می‌شوند. خون خردمندانه از بازیگران فوق‌العاده متنوعی برخوردار است. نوازندگان ارکستر، آدام مکلر، گروه یانگ بلاد برس، هسته اصلی موسیقی این داستان گوتیک جنوبی را فراهم می‌کنند. "